# Kasuya Takenori
Kasuya Takenori (糟屋武則) (1562 - 1607) was een Japanse samoerai uit de late Sengoku-periode en vroege Edo-periode, in dienst van de Toyotomi-clan. Hij was de tweede zoon van Kasuya Tadayasu, een vazal van de Bessho-clan uit de provincie Harima. Na de veldtocht in Chūgoku werd hij op voorspraak van Kuroda Kanbei een page van Toyotomi Hideyoshi. Takenori vocht onder meer in de Slag bij Shizugatake in 1583, waardoor hij faam verwierf als een van de Zeven Speren van Shizugatake, samen met Kato Kiyomasa en anderen. Voor dit wapenfeit kreeg hij van Hideyoshi een salaris van 3.000 koku (maat van rijstproductie). Hij diende ook in de Koreaanse campagne, en kreeg hiervoor kasteel Kakogawa in de provincie Harima.
In de Slag bij Sekigahara was hij de enige van de "Zeven Speren" die partij koos voor het "westelijke" leger van Ishida Mitsunari en hij vocht onder meer mee in de aanval op kasteel Fushimi. Hoewel hem na de slag zijn gebieden werden ontnomen, kreeg zijn familie later een salaris toegewezen van 500 koku en de status van hatamoto (hoge adel) onder de Tokugawa. Ondanks dit lichte herstel van voorspoed, zou de familie Kasuya na de dood van Takenori snel ophouden te bestaan.

Fukushima Masanori · Hirano Nagayasu · Kasuya Takenori · Katagiri Katsumoto · Kato Kiyomasa · Kato Yoshiaki · Wakizaka Yasuharu